# Дудченко Антон Романович
Антон Дудченко — український біатлоніст, член збірної України з біатлону. Народився 17 грудня 1996 року.  

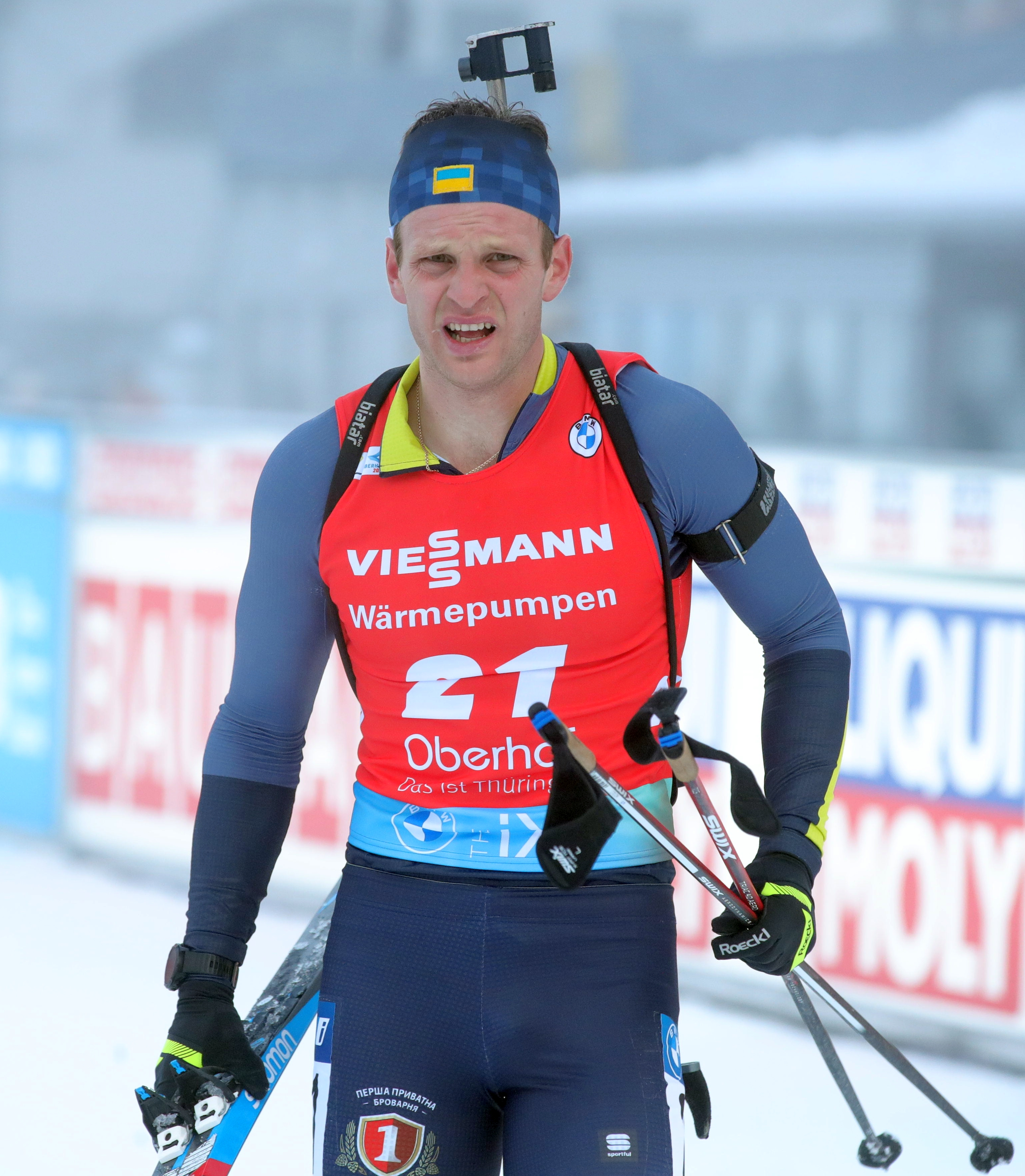

Дудченко займається біатлоном з шести років. Починаючи з зими 2015/16 років він почав змагатися в юніорському кубкові світу, водночас узяв участь в чемпіонаті Європи серед юніорів 2016 року, що проходив у словенській Поклюці.  Там він виборов дві медалі, срібло в індивідуальній гонці й бронзу в переслідуванні. Наступного року він відсвяткував свою першу перемогу в юніорському кубкові світу, а в загальному заліку посів друге місце. Крім того він добавив до своїх здобутків ще дві бронзові медалі юніорського чемпіонату Європи.
З 2017 по 2019 рік Дудченко був частиною збірної України з Кубку IBU. Його найкращим результатом у другій найвищій серії змагань у дорослому біатлоні було восьме місце в 20-кілометровій індивідуальній гонці в Обертілліаху в грудні 2018 року.
Дудченко дебютував у Кубку світу з біатлону 1 грудня 2019 року 51-м місцем у спринті в Естерсунді. Він утримував своє місце у складі збірної  протягом усього сезону 2019/20 і наприкінці зими був 58-м у загальному заліку, третім серед українців, відстаючи від Дмитра Підручного та Артема Прими.  У сезоні Кубка світу 2020/21 Дудченко вперше досягнув результату в топ-20 у спринті  на етапі в Гохфільцені, а далі фінішував п’ятим в індивідуальній гонці в Антгольці (де  він був одним із чотирьох спортсменів з усіма 20 влучними пострілами). Він відстав на три десятих секунди від третього місця Кантена Фійона Майє.

## Результати
За даними Міжнародного союзу біатлоністів.

### Олімпійські ігри
| Ігри       | Інд. гонка | Спринт | Персьют | Масстарт | Естафета | Змішана естафета |
| ---------- | ---------- | ------ | ------- | -------- | -------- | ---------------- |
| Пекін 2022 | 50         | 60     | 23      | —        | 9        | —                |

### Чемпіонати світу
| Чемпіонат        | Інд. гонка | Спринт | Персьют | Масстарт | Естафета | Змішана естафета | Одиночна змішана естафета |
| ---------------- | ---------- | ------ | ------- | -------- | -------- | ---------------- | ------------------------- |
| Антерсельва 2020 | 68         | 60     | 60      | —        | —        | —                | —                         |
| Поклюка 2021     | 46         | 78     | —       | —        | 5        | —                | —                         |